# Королівський коледж музики
Королі́вський коле́дж му́зики (англ. Royal College of Music) — британський вищий навчальний заклад у Лондоні. Заклад розташований на Прінс-Консорт-Роуд у Південному Кенсінгтоні навпроти Альберт-холлу. Будівлю коледжу зведено 1894 року за проектом Артура Бломфілда.

## Про коледж: історія і сьогодення
Коледж заснований у 1882 році під патронатом Принца Уельського (майбутнього короля Едуарда VII) і постійно перебуває під августійшим покровительством (від 1993 року президентом коледжу є Чарльз Віндзор). 
Безпосереднім попередником закладу була Національна школа викладання музики (англ. National Training School for Music), що працювала у 1875—82 роки. 
Заняття в Королівському коледжі музики розпочалися в 1883 році. 
Окрім навчальної частини коледж є значним музейно-архівним осередком. Завдяки старанням багатьох осіб, і зокрема, одного з фундаторів закладу Джорджа Гроува, в Королівському коледжі музики є Музей музичних інструментів, колекція якого включає понад 800 експонатів (від XV століття до наших днів), зібрання нотних автографів, портретів (понад 300 живо́писних оригіналів, серед яких, зокрема, останній прижиттєвий портрет Карла Марія фон Вебера пензля Джона Коуза, а також близько 10 000 літографічних портретів, фотографій тощо), а ще понад 600 000 нараховує зібрання концертних програмок, починаючи від 1730 року і до сьогодні.

## Відомі персоналії
Серед відомих випускників:
- Томас Аллен, оперний співак;
- Артур Блісс, композитор;
- Бенджамін Бріттен, композитор;
- Ендрю Ллойд Веббер, композитор;
- Ральф Воан-Вільямс, композитор, органіст і диригент;
- Юджін Гуссенс, диригент;
- Енн Дадлі, композитор;
- Колін Девіс, диригент;
- Невілл Марінер, скрипаль і диригент;
- Джоан Сазерленд, співачка;
- Леопольд Стоковський, диригент;
- Майкл Тіппет, композитор, диригент і лібретист;
- Густав Теодор Голст, композитор.